# Bledar Sejko
Bledar Sejko (ur. 10 września 1972 w Tiranie) – albański gitarzysta, wokalista i kompozytor, reprezentant Albanii podczas 58. Konkursu Piosenki Eurowizji w 2013 roku.

## Życiorys
Bledar Sejko zaczął śpiewać i grać na gitarze w wieku 12 lat. W 1987 po raz pierwszy wziął udział w międzynarodowym festiwalu muzycznym, który odbywał się w Turcji.
Pod koniec lat 80. wraz z Redonem Makashim i Eltonem Dedą założył jeden z pierwszych albańskich zespołów popowych. Komunistyczna Albania zabraniała nagrywania i wykonywania wszelkich popowych utworów. Sejko nosił wówczas przydomek „Qepa”. Uważany za jednego z najlepszych gitarzystów w kraju uczył w tym czasie Makashiego gry na gitarze. Jest też założycielem Megahertz, pierwszej w historii albańskiej grupy rockowej. Miało to miejsce w 1990. Był również członkiem zespołu Thunderway, który rozpadł się po wydaniu pierwszej płyty ze względu na to, że został oszukany przez menadżera, przez co muzycy nie otrzymali żadnych pieniędzy ze sprzedaży. Sejko wyjechał wówczas do Grecji, gdzie żył z grania w barach i kawiarniach. W 1997 przeprowadził się do Włoch, gdzie mieszkał przez sześć lat.
W 1989 wziął udział w Festivali i Këngës, podczas którego zajął drugie miejsce z utworem „Qeshu Rini”. Był to jego pierwszy występ w telewizji. Od 1993 do 1995 był członkiem rockowego zespołu Thunder Way. W 1992 razem z grupą ponownie wystąpił w Festivali i Këngës. Utwór zespołu „Legjenda e Heroit” zajął ostatnie miejsce. Był to ostatni udział Sejko w tym festiwalu aż do 2012, gdy zakwalifikował się na Eurowizję. Razem z zespołem zajął też pierwsze miejsce na festiwalu rocka albańskiego w 1995. W latach 2005–2006 pracował w jednej z najpopularniejszych albańskich stacji telewizyjnych. W 2011 był gitarzystą Aureli Gaçe podczas jej występu w 56. Konkursie Piosenki Eurowizji.
W grudniu 2012 roku wygrał Festivali i Këngës z utworem „Identitet” (napisanym w oparciu o albańską muzykę ludową), wykonanym w duecie z Adrianem Lulgjurajem, z którym został reprezentantem Albanii podczas 58. Konkursu Piosenki Eurowizji w 2013 roku. Wystąpili w drugim półfinale imprezy z czternastym numerem startowym i zdobyli łącznie 31 punktów, które zapewniło im zajęcie 15. miejsca, niekwalifikującego ich do stawki finałowej. Teledysk do utworu ukazał się w marcu 2013.
Ma żonę Edę.